# Cal Pere Pau
Cal Pere Pau és una masia del terme municipal de Vilafranca del Penedès (Alt Penedès), situada al veïnat de Pere Pau, al qual dona nom, a tocar del nucli de Sant Pere Molanta, en un entorn rural, rodejada de vinyes. Està classificada com d'interès històric. Actualment està dedicada al turisme rural.
És una masia de planta basilical que consta de planta baixa, pis i golfes. La coberta és de teules àrabs a dues aigües, amb el cos central més elevat que els laterals. Està orientada a migdia i té un rellotge de sol pintat a la façana principal. La porta d'accés és d'arc rebaixat amb els muntants i les dovelles de pedra treballada amb motllura. La dovella central porta inscrit l'any 1792. La porta d'entrada està flanquejada per sengles finestres adintellades amb els ampits, muntants i llinda de pedra. A la planta pis, hi ha un balcó d'obertura única adintellada i sengles finestres en el mateix eix de verticalitat que les de la planta baixa. Entre el balcó i la finestra de la dreta, hi ha el rellotge de sol. A les golfes, hi ha tres petites obertures amb arc de mig punt fet de maons plans. Les cantoneres de les façanes estan escairades amb pedra treballada. Al davant de la casa hi ha un pou.